# Sehhilfe

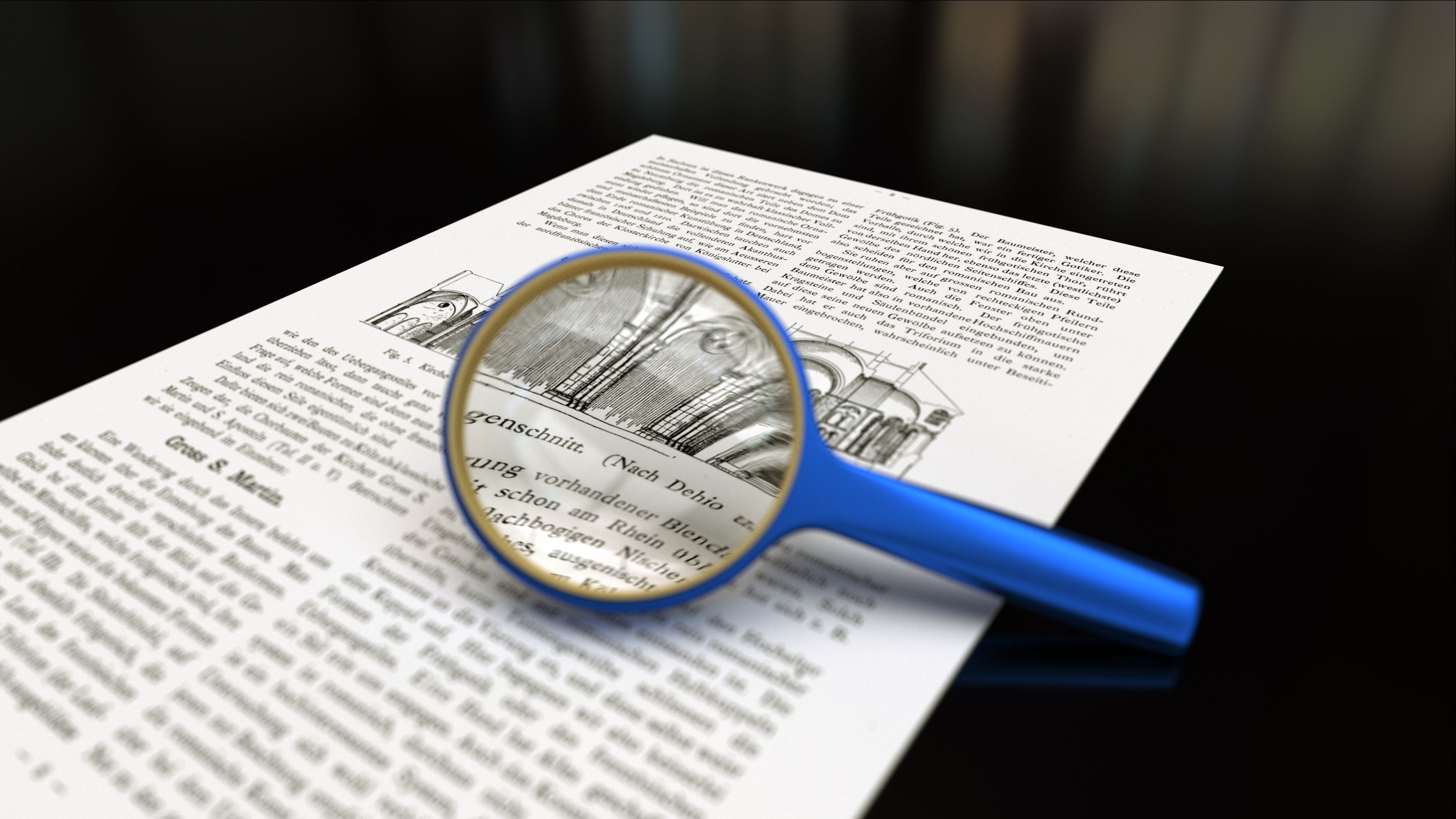
Klassische Leselupe

Eine Sehhilfe ist ein optisches oder optoelektronisches Gerät zur Verbesserung der Sehfähigkeit oder zur Rehabilitation von Sehstörungen. Hierzu zählen unter anderem Brillen, Kontaktlinsen sowie vergrößernde Sehhilfen wie Lupen, Lupenbrillen und Monokulare. Diese kommen zum Einsatz im Rahmen der Behandlung von Augenerkrankungen wie zum Beispiel Makuladegeneration, Netzhautveränderungen, Sehnervschwund, Trübungen der Linse, der Hornhaut oder des Glaskörpers, Pigmentstörungen, Farbenblindheit und Nystagmus (Augenzittern).
Bei vorhandenen Fehlsichtigkeiten sind unter Umständen beim Autofahren zwingend geeignete Sehhilfen zu tragen, wenn die Sehschärfe ohne Korrektur (Rohvisus) einen bestimmten Wert unterschreitet. Ein entsprechender Vermerk wird im Führerschein eingetragen und kann sowohl eine Auflage sein als auch eine Beschränkung der Fahrerlaubnis darstellen. Je nachdem kann es geahndet werden, wenn entgegen der Eintragung keine Sehhilfe getragen wird.
Infolge der vermehrten Nutzung von EDV-Anwendungen finden Sehhilfen auch im Computerbereich und am Arbeitsplatz zunehmend Verwendung. Rechnerunterstützte Anwendungen in diesem Bereich sind bildausschnittsvergrößernde Applikationen (Bildschirmlupe) und elektronische Lesehilfen (Bildschirmlesegerät), die teils in heutiger Standardsoftware bereits zu finden sind. 
Zu den Sehhilfen zählen weiterhin Nachtsichtgeräte, Ferngläser, Lesesteine, Lorgnons und Monokel, nicht jedoch Episkope, Mikroskope, Fernrohre, Stereoskope, Spektroskope, Stroboskope, Periskope, Endoskope, Bombenzielgeräte, Nivelliergeräte und Teleskope.